# Somatotype

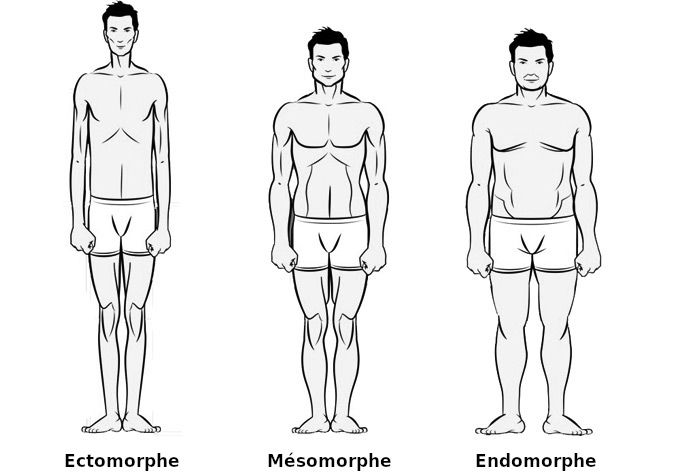
Les différents somatotypes : ectomorphe, mésomorphe, endomorphe.

Le somatotype, du grec soma, est une tentative de relier la personnalité aux formes du corps humain et à sa constitution physique une fois la croissance adolescente terminée.

## Historique
William Sheldon, dans les années 1940, a initié ce courant de recherche qui est aujourd'hui largement considéré comme simpliste. Il définissait le somatotype comme se ramenant à l'agencement de trois pôles qui s'appliquent aux deux sexes :
- endomorphe : gros, lourd et potelé
- mésomorphe : grand, musclé, solide
- ectomorphe : allongé, délicat, muscles réduits

On peut donc théoriquement classer tous les êtres humains à partir de ces trois somatotypes. La diversité fait que la plupart seront un mélange de ces trois somatotypes, qui définissent les spécificités extrêmes. Il est donc rare qu'une personne, peu importe son sexe, présente uniquement les caractéristiques d'un seul pôle.

## En iridologie
L'iridologie utilise des classifications typologiques de constitution physique pour déterminer des caractéristiques physiologiques et psychologiques d'un individu. Par exemple une constitution neuro-arthritique regroupe les individus plutôt grands, longilignes, aux mains longues, à l'ossature peu enrobée. Ils seraient naturellement plus nerveux, plus émotifs, plus sensibles aux agents stressants, plus introvertis. Leurs capacités d'élimination seraient insuffisantes ou irrégulières, avec un transit intestinal lent, une faible transpiration, une respiration limitée.

## Critique
L'idée de somatotype a été critiquée depuis l'époque de sa publication par Sheldon. Elle est maintenant considérée par les chercheurs comme une collection de stéréotypes plutôt qu'une observation empirique.